# Gustav Deutsch
Pour les articles homonymes, voir Deutsch.
Gustav Deutsch (né le 19 mai 1952 à Vienne et mort le 2 novembre 2019 dans la même ville) est un artiste multidisciplinaire, un réalisateur, décorateur et directeur artistique autrichien. 

## Biographie
Gustav Deutsch étudie l'architecture à l'université technique de Vienne puis mène des projets artistiques interdisciplinaires,. 

## Filmographie
- 2013 : Shirley: Visions of Reality[4],[5]
- 2011 : 60 Seconds of Solitude in Year Zero  (court métrage)
- 2009 : Film Ist
- 1996 : Film ist mehr als Film (court-métrage)
- 1995 : Taschenkino